# Abbas Araghtschi

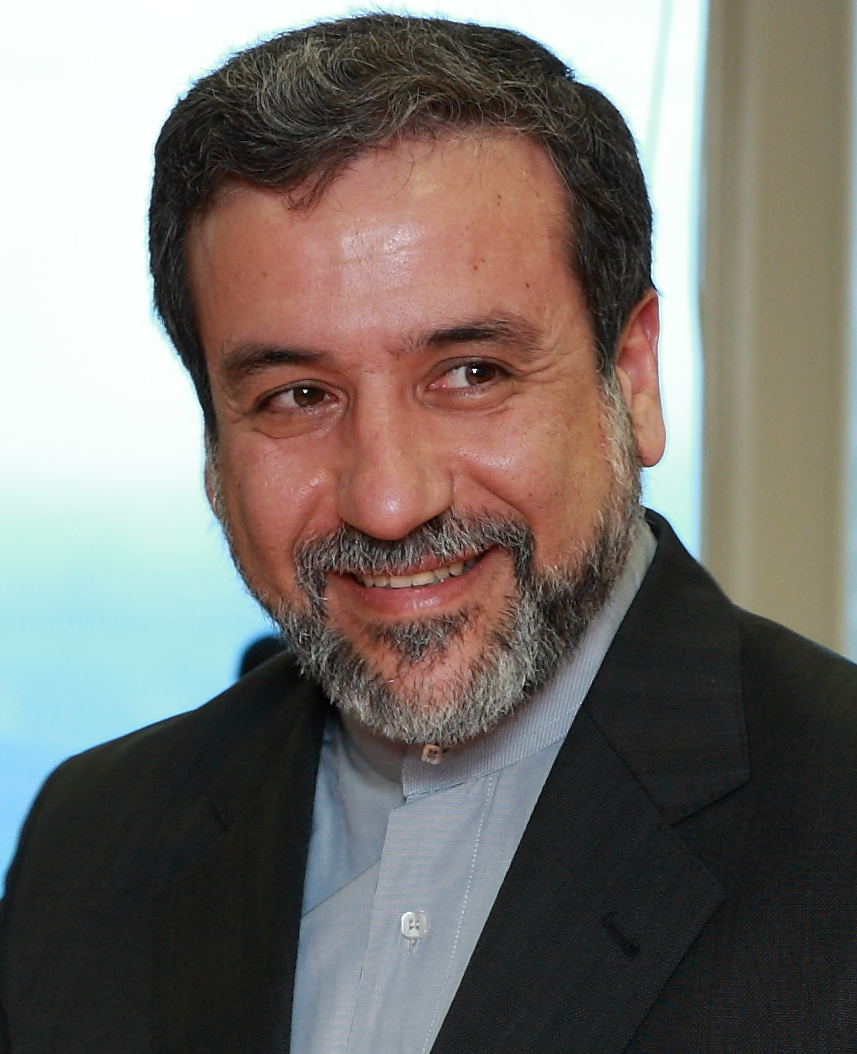
Sejjed Abbas Araqtschi (2013)

Sejjed Abbas Araghtschi oder auch Araqtschi (persisch سید عباس عراقچی, DMG Seyyed ʿAbbās-e ʿArāqčī, ʔæbˌbɒːse æɾɒːˈɢtʃi; * 1960 in Teheran, Iran) ist ein Politiker des Iran und seit dem 11. August 2024 Außenminister seines Landes.
Sejjed Araghtschi kämpfte als Mitglied der Iranischen Revolutionsgarden im Ersten Golfkrieg gegen das Nachbarland Irak. Obwohl Araghtschi – nachdem er sein Masterstudium an der Islamischen Asad-Universität in der iranischen Hauptstadt Teheran machte – von westlichen Bildungsmöglichkeiten profitierte, indem er seinen Ph.D. in Political Thought an der Universität von Kent machte, ist er ein offener Unterstützer der sogenannten „Achse des Widerstands“, welche aus mehreren islamistischen Terrororganisationen wie der Hamas in der Region Palästina, der Hisbollah im Libanon sowie der Huthimiliz im Jemen besteht.
Sejjed Abbas Araghtschi war mehrmals Vizeminister, dann zuletzt Sprecher des Außenministeriums sowie Botschafter der Islamischen Republik in Finnland (1999 bis 2003) und Japan (2007 bis 2011).